# Јован Стојановић
Јован Стојановић (Сотонићи, код Бара, 7. март 1923 – Матешево, код Колашина, 28. септембар 1943), учесник Народноослободилачке борбе и народни херој Југославије.

## Биографија
Рођен је 7. марта 1923. године у Сотонићима код Бара. Потицао је из земљорадничке породице и после завршетка основне школе је живео у свом селу и бавио се земљорадњом. Кад је јула 1941. године избио Тринаестојулски устанак у Црној Гори, Јован је ступио у Црмничку устаничку чету. После италијанске офанзиве и слома устанка, није отишао кући већ је ступио у Партизански батаљон „Јован Томашевић“. Од јуна 1942. године био је борац Треће чете Првог батаљона Четврте пролетерске црногорске ударне бригаде.
Иако је био један од најмлађих бораца, Јован се истицао храброшћу у борбама. Још у току Тринаестојулског устанка је заробио пушкомитраљез, од кога се није одвајао све до погибије. Са Четвртом црногорском бригадом, је учествовао у многим борбама у Босни и Херцеговини и Црној Гори, а посебно се истакао у току напада на Купрес, августа 1942. године. Тада је у току борби у самом граду, упао у једну кућу, у којој су биле утврђене усташе, ликвидирао их и потом из те куће штитио одступницу борцима свога батаљона. У борбама за Ливно, децембра 1942. године, привукао се усташком положају, упао међу усташе и искористивши њихово изненађење, ликвидирао посаду. Као истакнути борац, у току 1942. године је био примљен у чланство Комунистичке партије Југославије (КПЈ).
У ноћи између 14. и 15. фебруара 1943. године бригада је ишла ка железничкој станици у Горњој Дрежници, код Мостара. Борци су успели да се пробију уз саме зидине италијанских бункера и потом узаним путељком продуже пут уз Неретву. Када су се приближили железничкој станици опазили су италијанске војнике из дивизије „Мурђе“. Борци су тада заузели положај иза камењара, између Неретве и железничке станице, а знак за почетак напада био је рафал из Јовановог пушкомитраљеза. После Јовановог рафала, Италијани су били изненађени и почели су да беже. Тада је уследио партизански јуриш и када се чинило да је железничка станица заузета, из правца Јабланице је наишао италијански оклопни воз, из кога је осута паљба на партизане. Воз је на брзину покупио део италијанских бораца и вратио се ка Јабланици. Партизани су тада морали да пређу узаним висећим мостом преко Неретве на другу обалу, где су се налазили утврђени Италијани. Први одређени за прелазак моста, били су пушкомитраљезци, чији је задатак био да туку Италијане, док се остали борци пребацују преко моста. Међу првима који су прешли мост био је Јован.
Сутрадан по преласку Неретве, борци Јованове чете су дошли до једне карауле, коју су још раније изградили Аустријанци. У њој се налазила доброутврђена италијанска посада, па су борци морали да сачекају ноћ, да бих могли да јој се привуку. Током читаве ноћи, бомбаши су неуспешно нападали караулу, која је била добро утврђена. Пред зору, на положај је дошао курир Штаба батаљона и пренео наређење, да се Трећа чета повуче и да је на том положају замени Друга чета. Јован се тада први побунио и рекао да се неће повући док не освоје караулу. Остали борци су прихватили Јованов предлог и кренули у поновно освајање карауле. Праћени Јовановом ватром из пушкомитраљеза, поједини борци су успели да се приближе караули да се попну на њен кров, одакле су бацали бомбе. Убрзо потом, Италијанска посада од око 40 војника се предала.
Крајем септембра 1943. године, Четврта црногорска бригада се нашла у Црној Гори и водила је борбу са четницима на западним висовима Сињајевине. Дана 26. септембра 1943. године, партизани су у налету одбили четнике и у сумрак избили на прилазе Колашину, а потом га ослободили. Знајући да се четници неће помирити са губитком Колашина, партизани су ван града заузели положаје. Јованов Први батаљон, тада је био упућен у правцу села Матешева. На путу ка овом селу, партизанску колону су напали четници са обе стране друма. Партизани су прихватили борбу и успели да са положаја на Шљивовици одбаце четнике, који су били помогнути артиљеријом и бацачима. Четници су потом кренули у јуриш и настала је борба прса у прса, у којој је погинуо Јован Стојановић.
Указом Президијума Народне скупштине Федеративне Народне Републике Југославије, 21. децембра 1951. године, проглашен је за народног хероја.